# Allodape interrupta
Allodape interrupta är en biart som beskrevs av Joseph Vachal 1903. Allodape interrupta ingår i släktet Allodape och familjen långtungebin. Inga underarter finns listade i Catalogue of Life.